# 局地現象
気象学において局地現象（きょくちげんしょう）とは、ごく狭い範囲で起こる局地的な気象現象のことを指し、水平方向に直径数キロメートルから100キロメートル、垂直方向に数メートルから数キロメートルの範囲で起こり、数分から半日程度で収束する現象をいう。
特定の地域に集中して深刻な被害を及ぼすのが特徴で、起こる地域と時間帯の予想が困難なため、災害対策への課題ともいえる。

## 局地現象の例
雷雨
局地現象の典型例である。テレビなどの気象情報でも、「局地的に雷雨」「局地的に雷を伴う」などの表現が用いられる。
竜巻
こちらもはっきりした局地現象である。竜巻の被害は、竜巻の進行方向に沿った限定された範囲のみで確認できる。
ダウンバースト
やはり特定の範囲に被害を及ぼす、局地現象である。
集中豪雨
竜巻やダウンバーストとは異なり、割合広い範囲（数十キロメートル程度）で起こることがあるが、やはり特定の地域に大きな被害をもたらす。
雨氷
逆転層などの特殊な条件下で発生するため、発生する範囲が狭く、持続時間が短い。
ヒートアイランド
自然現象ではないが、都市部の限定的な現象のため、局地現象といわれる。
局地風
特定の地方で農業などに被害が出る。決まった地域のみに起こる風である。